# میشل ورهوف
میشل ورهوف (انگلیسی: Michel Verhoeve; ۲۹ ژانویهٔ ۱۹۳۹ – ۳ دسامبر ۲۰۱۹) بازیکن فوتبال بود.
وی همچنین در تیم ملی فوتبال فرانسه بازی کرده‌است.